# Francesco Rais
Francesco Rais (Serramanna, 1940) és un polític i economista sard. Llicenciat en economia, ha treballat en el Ministeri de Treball. Militant del Partit Socialista Italià, ha estat regidor de l'ajuntament de Càller de 1970 a 1975. A les eleccions regionals de Sardenya de 1974 fou elegit diputat regional i fou assessor de treball sota la presidència de Pietro Soddu (1977-1978) i de sanitat amb Sandro Ghinami. Després ha estat president de Sardenya el 1980-1982 i president del Consell Regional el 1983-1984.
Posteriorment fou escollit diputat a les eleccions legislatives italianes de 1987 i el 1991 fou nomenat president del Crèdit Industrial Sard.